# بلدرچین ژاپنی
بلدرچین ژاپنی (Coturnix japonica) یکی از گونه‌های بلدرچین است که بومی شرق آسیا می‌باشد. آن‌ها پرندگانی مهاجرند که بهار و تابستان در شمال مغولستان، جنوب سیبری، شمال چین، ژاپن و کره شمالی تخم‌گذاری کرده و در زمستان به جنوب و مرکز چین، کره جنوبی، جنوب ژاپن، ویتنام، لائوس و تایلند می‌کوچند. این پرنده تا حدود ۲۰ سانتی‌متر رشد می‌کند و شباهت زیادی با بلدرچین معمولی (بومی غرب آسیا، اروپا و شمال آفریقا) دارد به‌طوری‌که برخی آن را یکی از نژادهای بلدرچین معمولی می‌دانند.
با این که نوع اهلی این پرنده بسیار فراوان است اما شمار آن‌ها در حیات وحش بدلیل شکار بی‌اندازه و تخریب زیست‌گاه به‌شدت کاهش یافته‌است.
وزن جنس نر حدود ۱۰۰ تا ۱۴۰ گرم و وزن جنس ماده ۱۲۰ تا ۱۶۰ گرم است.
قدیمی‌ترین متنی که به اهلی کردن این پرنده اشاره داد متعلق به قرن دوازدهم در ژاپن است. اهلی‌سازی بلدرچین ابتدا به منظور آوازخوانی بود و در چین و کره نیز ادامه یافت. اما پرورش انبوه این پرنده برای استفاده از گوشت و تخم در اواخر سدهٔ نوزدهم آغاز شد. گفته می‌شود امپراتور ژاپن پس از خوردن گوشت بلدرچین از بیماری سل رهایی یافت و همین موضوع منجر به آغاز پرورش صنعتی بلدرچین شد. این صنعت امروزه به بسیاری از کشورهای دنیا راه یافته‌است.